# Эрхангер (герцог Швабии)
Эрхангер (нем. Erchanger; казнён 21 января 917) — пфальцграф Швабии (Эрхангер II) с 892 года и герцог Швабии с 915 года.

## Биография

### Происхождение
Эрхангер происходил из знатного рода Ахалольфингов, владения которого находились во Франконии и Швабии. Вероятно, Эрхангер был сыном Бертольда I, получившего титул пфальцгафа Швабии благодаря браку его сестры Рихарды с императором Карлом III Толстым.

### Правление
После смерти короля Арнульфа в 900 году в Швабии усилилось влияние местной знати, особенно двух родов — Бурхардингеров, которые ещё в 807 году утвердились в маркграфстве Реция, и Ахалольфингов, споривших между собой за влияние в Швабии. Также за власть боролись крупные церковные иерархи, в первую очередь, епископы Констанца и аббаты Санкт-Галлена и Райхенау. Они воспользовались ослаблением королевской власти во время правления малолетнего Людовика IV Дитя. Первоначально победителем вышел маркграф Реции Бурхард I, который попытался распространить свою власть на всю Швабию и с 909 году источники называют его в официальных документах «герцогом Алеманнии» (dux Alamannorum). Однако, после смерти Людовика новым королём был избран герцог Франконии Конрад I, обвинивший Бурхарда в узурпировании королевского авторитета. Герцог Швабии был признан виновным в государственной измене и казнен, после чего самыми могущественными феодалами в Швабии стали Ахалольфинги.
Эрхангер впервые упоминается в исторических источниках в 912 году. В большей части документов он наделён титулом граф (лат. comes), однако точно локализовать его владения на основе этих данных невозможно. Поскольку в одном из документов Эрхангер упоминается как пфальцграф, то предполагается, что он был пфальцграфом Швабии, возможно, унаследовав этот титул после смерти отца. Вероятно, он в 911 году способствовал падению герцога Бурхарда I. После этого вместе с братом Бертольдом Эрхангер стремился расширить свою власть в Швабии, но натолкнулся на сопротивление епископа Констанца Соломона III, канцлера короля Конрада, который выступил на стороне епископа, стремясь ослабить позиции племенной знати. Это привело к конфликту между королём и Эрхангером.
Первоначально конфликт не перерос в открытую борьбу. В 913 году Эрхангер примирился с королём, что было закреплено браком Конрада и Кунигуды, сестры Эрхангера, вдовы маркграфа Баварии Луитпольда. В этом же году Эрхангер объединился с герцогом Баварии Арнульфом и смог отразить нападение венгров, в то время как король оставался в бездействии.
В 914 году противостояние Эрхангера с королём возобновилось. Эрхангер захватил в плен епископа Соломона III, в результате чего конфликт перерос в военное столкновение пфальцграфа с Конрадом. В результате епископ Соломон был освобождён, Эрхангер захвачен в плен и отправлен к королю, который выслан того из страны.
Вскоре у короля появился новый противник — Бурхард II, сын казнённого герцога Бурхарда I. Осенью 915 года вернувшийся из изгнания Эрхангер вместе с братом Бертольдом объединился с Бурхардом. Они разбили в битве при Вальвисе армию короля Конрада и захватили в плен епископа Соломона. После этого Эрхангер был провозглашён герцогом Швабии.
Вскоре началась жестокая распря между королём и владетельными швабскими и баварскими князьями, сторону которых принял герцог Саксонии Генрих. Король, ища поддержки против мятежных герцогов, обратился за помощью к церкви. В сентябре 916 года в Хоэнальтхейме по инициативе короля Конрада был созван синод, в котором принял участие высший клир Франконии, Швабии и Баварии, а также папский легат. Синод поддержал короля и осудил Эрхангера и Бертольда на пожизненное заключение. Пытаясь примириться с королём, братья прибыли к королевскому двору, однако Конрад вопреки решению синода приказал 21 января 917 года казнить Эрхангера, Бертольда и их племянника Лиуфрида.

### Брак и дети
Жена: Берта (ум. после 917). Неизвестно, были ли у него дети.